# Ниам Грийн
Ниам Грийн (на английски: Niamh Greene) е ирландска писателка на бестселъри в жанра чиклит и любовен роман.

## Биография и творчество
Ниам Грийн е родена на март 1971 г. в Ню Рос, Ирландия, в семейството на Майкъл и Маура Грийн. Има по-голяма сестра и по-малък брат. Получава бакалавърска степен по английска и френска филология от Университетския колеж в Дъблин. След дипломирането си работи като екскурзовод към туроператор. През 1997 г. се омъжва в Рим за съпруга си Оливър и се преместват в Лондон. Работи в областта на PR и издателската дейност в Лондон, Сан Франциско (2000) и Дъблин.
Пише за собствено удоволствие в продължение на години, а когато децата ѝ порастват и тръгват на училище, подкрепена от съпруга си тя решава да се обърне към издателство с незавършения си ръкопис.
Първият ѝ чиклит роман „Secret Diary of a Demented Housewife“ от поредицата „Побърканата домакиня“ е публикуван през 2007 г. Той става бестселър и я прави известна.
Ниам Грийн живее със семейството си в Ко Вексфорд, близо до Ню Рос.

## Произведения

### Самостоятелни романи
- Letters to a Love Rat (2009)
- Rules for a Perfect Life (2010)
Правила за идеален живот, изд.: „Санома Блясък България“, София (2013), прев. Весела Прошкова
- A Message to Your Heart (2012)
- Coco's Secret (2013)
- A Year and a Day (2016)

### Серия „Побърканата домакиня“ (Demented Housewife)
1. Secret Diary of a Demented Housewife (2007)
2. Confessions of a Demented Housewife (2008)

### Сборници
- Irish Girls on Holiday (2014) – с Мишел Джаксън и Мариса Макъл